# USS Pirate (AM-275)
USS Pirate (AM-275) był trałowcem typu Admirable zbudowanym dla US Navy podczas II wojny światowej. Został zbudowany do oczyszczania pól minowych na wodach przybrzeżnych i służył najpierw na północnym Atlantyku, a następnie na Pacyfiku, gdzie wszedł na minę i zatonął w czasie wojny koreańskiej.

## Służba
USS "Pirate" (AM-275) był drugim okrętem US Navy noszącym nazwę pochodzącą od pirata. Stępkę okrętu położono 1 lipca 1943 w stoczni Gulf Shipbuilding Co. w Chickasaw (Alabama). Zwodowano go 16 grudnia 1943, matką chrzestną była Clara L. Oliver. Okręt wszedł do służby 16 czerwca 1944.
Tego lata "Pirate" operował w okolicach zatoki Casco i Bostonu, uczestnicząc w ćwiczeniach ZOP wraz z włoskim okrętem podwodnym "Vertice". Na początku sierpnia współpracował z Task Group TG 23.9, a pod koniec przepłynął kanał dzielący Boston od Provincetown. W grudniu został przydzielony do Miami, gdzie był okrętem szkolnym dla studentów szkoły oficerskiej przez następne 4 miesiące.
"Pirate" wyszedł z Miami 4 kwietnia 1945 i przeszedł przez Kanał Panamski, kierując się w kierunku San Diego, a następnie Pearl Harbor. Okręt opuścił Hawaje i wraz z MinDiv 32 via Eniwetok udał się do Apra Harbor na wyspie Guam, gdzie dotarł 7 czerwca. Gdy siły alianckie zaatakowały Okinawę, trałowiec wszedł na wody zatoki Nakagusuku 26 lipca. We wrześniu przeprowadzał operacje trałowania w obszarze Arcadia, w pobliżu Jinsen. W listopadzie operował wzdłuż północnego wybrzeża Formozy.
Wycofany ze służby w Bremerton 6 listopada 1946, został przydzielony do ServPac w grudniu 1947 w celu przydziału do Japonii jako okręt ratowniczy. Utrzymał wtedy swój status "poza służbą, w rezerwie" przez kilka lat.
W lipcu 1950 "Pirate" służył w 32 MinDiv w składzie ServPac, lecz działania wojenne w Korei spowodowały, że został ponownie włączony do aktywnej służby 14 sierpnia 1950 w Yokosuce. Okręt opuścił Sasebo 8 września, aby pełnić swoje obowiązki w pobliżu Pusan w Korei.
12 października wraz z "Pledge" (AM-277) przeprowadzał operację trałowania 3 mile od wyspy Sin-Do zajętej przez wroga, kiedy wszedł na minę. Jednostka zatonęła w ciągu pięciu minut, 1 marynarz z załogi zginął, a 12 zaginęło.

## Nagrody i odznaczenia
"Pirate" otrzymał cztery odznaczenia battle star za służbę w czasie II wojny światowej.